# Айзикова, Ирина Александровна
Ири́на Алекса́ндровна Айзикова (род. 8 июля 1958; Томск, СССР) — российский литературовед. Доктор филологических наук (2005), профессор (2006) кафедры общего литературоведения, издательского дела и редактирования Томского государственного университета. Заместитель главного редактора «Вестника ТГУ. Филология». Почётный работник высшего профессионального образования РФ (2011).
Редактор 20-томного полного собрания сочинений и писем Василия Андреевича Жуковского выпускаемого московским научным издательством «Языки славянских культур» с 1999 года. Также является автором нескольких монографий, ряда учебных пособий и большого числа научных статей.

## Биография
В 1975 году окончила среднюю школу № 8 в Томске, после чего поступила на филологический факультет Томского государственного университета. Окончила его в 1980 году по специальности «русский язык и литература» с квалификацией «филолог, преподаватель русского языка и литературы». С того же года — младший научный сотрудник ТГУ. Занималась изучением библиотеки В. А. Жуковского в Научной библиотеке ТГУ и в ИРЛИ (Пушкинский Дом) в Санкт-Петербурге. В 1986—1989 годах обучалась в заочной аспирантуре при кафедре русской и зарубежной литературы ТГУ.
В 1989 году защитила диссертацию на соискание учёной степени кандидата филологических наук по теме «В. А. Жуковский — переводчик прозы» (специальность 10.01.01 — Русская литература). С 1991 года — старший преподаватель. В 1996 году присвоено учёное звание доцента по кафедре русской и зарубежной литературы.
Книга Ф. З. Кануновой и И. А. Айзиковой 2001 года «Нравственно-эстетические искания русского романтизма и религия: 1820—1840-е годы» стала первым опытом монографического, строго филологичного исследования религиозной темы и христианских мотивов в эстетике и творчестве Жуковского.
В 2004 году Айзикова защитила докторскую диссертацию по теме «Проза В. А. Жуковского как художественная система», а в следующем году присуждена соответствующая степень. В 2006 году было присвоено звание профессора по той же кафедре. В 2008 году совместно с Ф. З. Кануновой и Д. Долгушиным предприняла первый опыт научной публикации «Нового Завета» в переводе В. А. Жуковского, сделанный им в 1844—1845 годах.
С 2010 года — заведующая кафедрой общего литературоведения, издательского дела и редактирования филологического факультета ТГУ.
В 2005 году принимала участие в работе Международной конференции «Евангельский текст в русской литературе XVIII—XX вв.» в Петрозаводске; в 2005 — в конференции ИРЛИ (Пушкинский дом) в Санкт-Петербурге, посвящённой 250-летию со дня основания МГУ им. М. В. Ломоносова; в 2008 — в конференции Американских ассоциаций славистов в Филадельфии (США); в 2006—2008 годах в Томске — в российско-украинской конференции «Н. В. Гоголь и славянский мир»; в 2009 там же — в российско-германском семинаре «Русское в немецких дискурсах, немецкое в русских дискурсах»; в 2011 в Институте славистики Грацского университета им. Карла и Франца в Австрии — в российско-австрийском семинаре «Сибирь — Россия — Европа: Межкультурный диалог»; в 2012 в Ереване (Армения) — в конференции «А. С. Пушкин: Русская и национальная литературы»; в том же году в Ясной Поляне — в Международной научной конференции «Лев Толстой и Ж.-Ж. Руссо»; в 2015 в Филадельфии (США) — в Международной конференции Ассоциации по славистике и др.
В 2015 году подготовила к выпуску первое переиздание «Собрание стихотворений, относящихся к незабвенному 1812 году», изданного в 1814 году.
Научно-исследовательская работа И. А. Айзиковой была поддержана многими грантами, в числе которых гранты РГНФ и Американского совета научных сообществ.